# 沙尔湖 (中国)
沙尔湖（羅馬化：Shar nuur，沙尔淖尔，蒙古语意思为“黄色的湖泊”），也称疏纳诺尔(Shona-nor)，位于中华人民共和国新疆维吾尔自治区哈密市伊州区西南、南湖戈壁腹地，现为一个干涸湖盆。沙尔湖为哈密盆地的最低点，海拔最低53米，为新疆第二低地。由于地势低，历史上发源于北部巴里坤山、喀尔力克山南坡的所有大河最终都可流入沙尔湖。随着哈密盆地水资源的开发利用，大多数河流出山口后水量即被引用，大多数河流出山口后水量即被引用，或渗漏、蒸发、渗入地下。近代，沙尔湖的地表径流主要来源于库如克果勒河和三堡白杨沟河。后来修建了五堡水库和南湖水库，截断了湖泊赖以补给的汛期洪水，沙尔湖彻底消亡。1998年出版的《中国湖泊志》记载本湖水位76米，平均水深0.1米，面积4.0平方千米。
沙尔湖周边戈壁多奇石。湖盆周边富石油、天然气、煤炭和天然碱土资源。沙尔湖西南约60千米，哈密与鄯善县交界处附近有著名的沙尔湖煤矿。